# سونیا ساویچ
سونیا ساویچ (به انگلیسی: Sonja Savić) (زاده ۱۵ سپتامبر ۱۹۶۱-درگذشته ۲۳ سپتامبر ۲۰۰۸) بازیگر صربستانی بود.
از فیلم‌های معروف او می‌توان به نیمه تاریک خورشید و زندگی زیباست اشاره کرد.